# قطمون
قطمون هي إحدى القرى اللبنانية من قرى قضاء بنت جبيل في محافظة النبطية.
سكنها الرومان منذ حوالي 2000 عام وحولوها إلى مركز عسكري ما زالت بعض آثاره موجودة حتى اليوم وهي عبارة عن سور طوله 55 قدماً وعرضه 77 قدماً بالإضافة إلى قلعة وكنيسة وعشرة منازل. مساحتها 1000 دونم.